# إستانا جهار
إستانا جهار كان مقرًا ملكيًا في كوتا بهارو، كيلانتان، ماليزيا. تم بناؤه عام 1855 من قبل السلطان محمد الثاني ملك كيلانتان لحفيده رجا بندهارا لونج كوندور. يحتوي القصر على بوابة حجرية على شكل خماسي مع شرفة في الطابق الأول كان يمكن لأعضاء العائلة المالكة من خلالها مشاهدة الاحتفالات التي تقام أمام القصر. تم تسميته على اسم شجرة الجهار التي كانت تنمو في الأرض في ذلك الوقت.
يضم القصر اليوم متحف التقاليد والعادات الملكية في كلنتن.